# Athol Earl
Athol Earl, né le 1er septembre 1952 à Christchurch, est un rameur d'aviron néo-zélandais.

## Carrière
Athol Earl participe aux Jeux olympiques de 1972 à Munich et devient champion olympique dans l'épreuve du huit avec ses partenaires Wybo Veldman, Dick Joyce, Lindsay Wilson, Trevor Coker, John Hunter, Gary Robertson (en), Tony Hurt et Simon Dickie. Lors des Jeux olympiques de 1976 à Montréal, il est médaillé de bronze dans l'épreuve du huit avec ses partenaires Ivan Sutherland, Peter Dignan, Lindsay Wilson, Trevor Coker, Dave Rodger, Alex McLean, Tony Hurt et Simon Dickie.